# Francesco Zappa (album)
Albums de Frank Zappa
Thing-Fish
(1984) Frank Zappa Meets the Mothers of Prevention
(1985)
Francesco Zappa est un album de musique de chambre de Frank Zappa. Enregistré entièrement au Synclavier, ce concept album dévoile les partitions que Zappa aurait trouvées de son ancêtre fictif, Francesco Zappa, compositeur italien du xviiie siècle.

## Liste des titres
Joué par Frank Zappa sur synclavier.
1. Opus I: No. 1 First Movement: Andante – 3 min 32 s
2. No. 1 2nd Movement: Allegro Con Brio – 1 min 27 s
3. No. 2 1st Movement: Andantino – 2 min 14 s
4. No. 2 2nd Movement: Minuetto Grazioso – 2 min 04 s
5. No. 3 1st Movement: Andantino – 1 min 52 s
6. No. 3 2nd Movement: Presto – 1 min 50 s
7. No. 4 1st Movement: Andante – 2 min 20 s
8. No. 4 2nd Movement: Allegro – 3 min 04 s
9. No. 5 2nd Movement: Minuetto Grazioso – 2 min 29 s
10. No. 6 1st Movement: Largo – 2 min 08 s
11. No. 6 2nd Movement: Minuet – 2 min 03 s
12. Opus IV: No. 1 1st Movement: Andantino – 2 min 47 s
13. No. 1 2nd Movement: Allegro Assai – 2 min 02 s
14. No. 2 2nd Movement: Allegro Assai – 1 min 20 s
15. No. 3 1st Movement: Andante – 2 min 24 s
16. No. 3 2st Movement: Tempo Di Minuetto – 2 min 00 s
17. No. 4 1st Movement: Minuetto – 2 min 10 s